# NGC 2448
NGC 2448 est un très jeune amas ouvert, situé dans la constellation de la Poupe. Il a été découvert par l'astronome britannique John Herschel en 1831.
Selon Steinicke, NGC 2448 pourrait être un groupe d'étoiles autour de l'étoile SAO 174433 et non un amas ouvert. NGC 2448 est constitué de 18 à 20 étoiles de magnitude apparente allant de 11 à 13 dispersées dans une région de 5'. Plusieurs considèrent que ce n'est pas réellement un amas d'étoiles.
NGC 2448 est à environ 1 040 pc (∼3 390 al) du système solaire et les dernières estimations donnent un âge de 15,5 millions d'années. La taille apparente de l'amas est de 5,0 minutes d'arc, ce qui, compte tenu de la distance, donne une taille réelle maximale d'environ 4,9 années-lumière.